# Âge médian
 (septembre 2020).
 (septembre 2020).

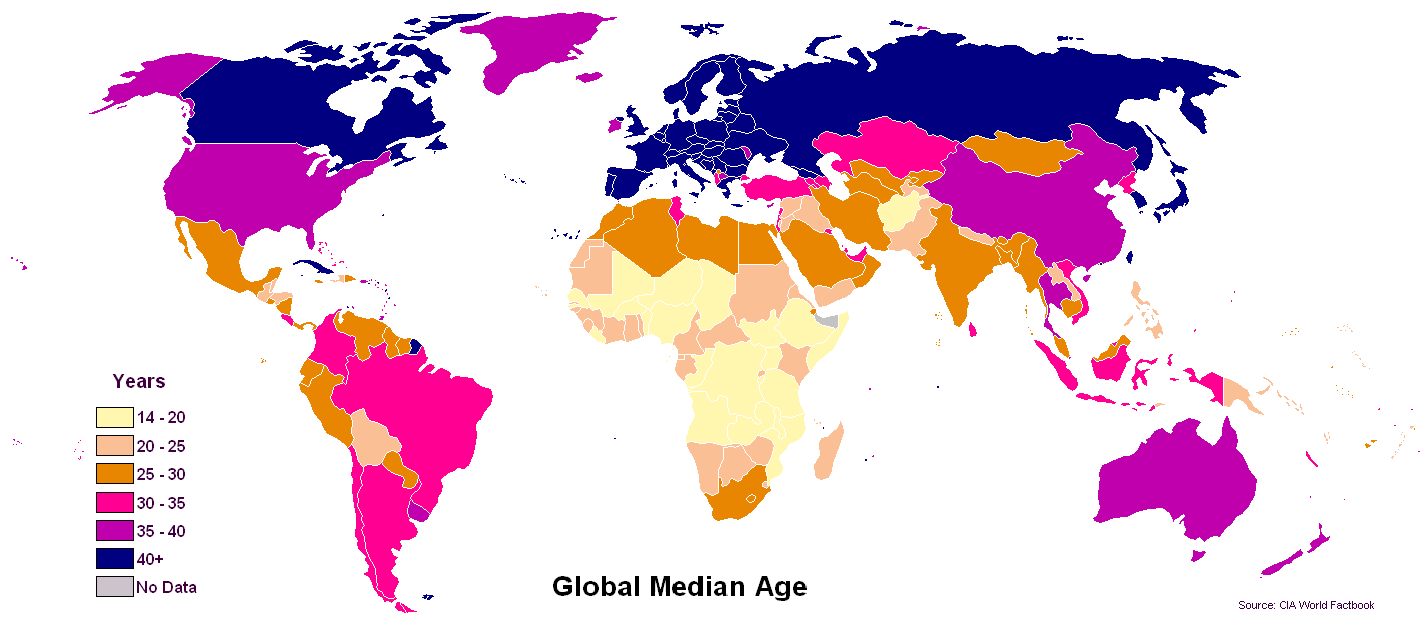
L'âge médian par pays (2001)Une jeune population est visible pour l'Afrique, et dans une moindre mesure pour l'Asie du Sud, l'Asie du Sud-Est et l'Amérique centrale.

L'âge médian est l'âge qui divise la population en deux groupes numériquement égaux : la moitié est plus jeune que cet âge et l'autre moitié est plus âgée. Il se distingue de l'âge moyen, qui est la moyenne de l'âge des habitants dans une partie du monde. En France, l'âge médian est inférieur d'un an à un an et demi à l'âge moyen[Quand ?].
Cette donnée peut être utilisée afin de calculer l'IDH, le taux de natalité et de scolarisation ainsi que le pourcentage de la population active. 
Lorsque l'âge moyen est en augmentation, on parle de vieillissement démographique.

## En France
|      | Ensemble | Hommes | Femmes |
| ---- | -------- | ------ | ------ |
| 2000 | 36,3     | 35,0   | 37,7   |
| 2001 | 36,6     | 35,3   | 37,9   |
| 2002 | 36,9     | 35,5   | 38,2   |
| 2003 | 37,1     | 35,8   | 38,5   |
| 2004 | 37,4     | 36,0   | 38,7   |
| 2005 | 37,7     | 36,2   | 39,0   |
| 2006 | 37,9     | 36,4   | 39,3   |
| 2007 | 38,1     | 36,6   | 39,6   |
| 2008 | 38,3     | 36,9   | 39,8   |
| 2009 | 38,6     | 37,1   | 40,0   |
| 2010 | 38,8     | 37,4   | 40,2   |
| 2011 | 39,0     | 37,6   | 40,5   |
| 2012 | 39,3     | 37,9   | 40,7   |
| 2013 | 39,5     | 38,1   | 40,9   |
| 2014 | 39,7     | 38,3   | 41,1   |
| 2015 | 40,0     | 38,5   | 41,3   |
| 2016 | 40,2     | 38,7   | 41,6   |
| 2017 | 40,4     | 38,8   | 41,8   |
| 2018 | 40,5     | 39,0   | 42,0   |

Données provisoires à partir de 2016. 
Un net vieillissement de la population est constaté, commun à tout le continent européen.